# Wang Yibo
Wang Yibo (Chinês: 王一博; Luoyang, 5 de agosto de 1997) é um ator, cantor, dançarino e motociclista profissional chinês. Ele é o membro mais novo do grupo musical sino-coreano Uniq. Ganhou reconhecimento internacional por seu papel como Lan Wangji no drama "The Untamed" (2019). Yibo ficou em 71º lugar na lista Forbes China Celebrity 100 em 2019. Em agosto de 2020 ficou em 9° nessa lista e em 2021 obteve o 2º lugar. Atualmente, está dedicando a carreira ao cinema e seus filmes somam, até o momento, mais de 2,5 bilhões de bilheteria.

## Início da vida e educação
Wang Yibo nasceu no dia 5 de agosto de 1997 em Luoyang, Honã, China. Ele começou a dançar quando era jovem e em 2011, durante seu segundo ano no ensino médio, Yibo participou da competição de dança da IBD. Ficando no top 16 da categoria de hip-hop, ele então se tornou trainee da Yuehua Entertainment.

## Carreira

### 2014–2017: Estreia com o Uniq e como ator
Wang debutou em 2014 como um membro do grupo musical chinês-sul-coreano Uniq com a canção "Falling in Love".
Wang fez seu debut como ator no filme MBA Partners. Ele então fez o papel de Red Boy em A Chinese Odyssey Part Three, e estrelou no drama de comédia romântica Love Actually. Desde 2016, ele é um apresentador do programa de variedade Day Day Up.
Em 2017, Wang foi escalado para o seu primeiro papel principal no drama Private Shushan Gakuen. No mesmo ano, no mesmo ano ele fez uma aparição especial no drama When We Were Young e foi parte do elenco do drama de ficção científica Super Talent.

### 2018–presente: crescente popularidade
Em 2018, Yibo se tornou mentor de dança no reality show de sobrevivência Produce 101. Ele ganhou maior reconhecimento por suas habilidades de dança com o programa.
Em 2019, Wang estrelou no drama de romance esportivo Gank Your Heart, fazendo um jogador profissional incompreendido. No mesmo ano, ele estrelou no drama The Untamed, baseado no romance Mo Dao Zu Shi, como um dos dois protagonistas masculinos junto de Xiao Zhan. Ele e Xiao também realizaram um dueto intitulado "Unrestrained" para o drama. Wang ganhou maior reconhecimento e popularidade com sua representação de Lan Wangji. A série também fez sucesso no exterior, levando a um maior reconhecimento global para Yibo. Wang entrou na lista Forbes China Celebrity 100 pela primeira vez, ficando na 71ª posição; Forbes China também o listou na lista 30 Under 30 Asia 2019 que consiste em 30 pessoas abaixo dos 30 anos que tem uma influencia considerável no seu campo.
No dia 30 de dezembro de 2019, Yibo lançou seu single "No Sense". Dentro de 20 minutos depois de seu lançamento, 6 milhões de cópias digitais foram vendidas com as vendas excedendo 18 milhões de yuans. Depois de 10 horas, 10 milhões de cópias digitais foram vendidas e as vendas excederam 30 milhões de yuans. Ele se tornou o single mais rapidamente vendido do NetEase Music a atingir  10 milhões de yuans. O single acumula atualmente mais de 17 milhões de vendas mundialmente (09/10/2020). "No Sense" é a primeira tentativa de Yibo escrevendo canções. Ele a escreveu intermitentemente, pois também estava ocupado filmando o drama Legend of Fei. Yibo compartilhou que a canção era sobre seus próprios sentimentos e experiências. Ele queria retratar através de sua música que gostaria que os outros também superassem suas dificuldades e mantivessem uma boa mentalidade. Durante o Concerto de Véspera de Ano Novo de 2020 da Hunan Television, Yibo se apresentou com "No Sense" ao vivo pela primeira vez.
Em Maio de 2020, Wang Yibo foi confirmado como um dos capitães do programa de competição de dança Street Dance of China. Em Agosto de 2020, a Forbes publicou a Forbes China Celebrity 100 List 2020 e Yibo se classificou em nono lugar.
Wang Yibo estrelou o drama Legend of Fei ao lado de e Zhao Liying. Ele também interpretou um policial no drama detetive de crime Being a Hero ao lado de Chen Xiao, dirigidos por Fu Dongyu.

## Vida pessoal
Em 2019, Wang competiu como um corredor profissional como parte do Yamaha China Racing Team.

## Discografia

### Singles
| Ano  | Título em Inglês                | Título Chinês | Álbum                        | Notas                              | Ref.   |
| ---- | ------------------------------- | ------------- | ---------------------------- | ---------------------------------- | ------ |
| 2017 | "Once Again"                    | 二次初恋      | Once Again OST               | com Guan Xiaotong                  | [ 29 ] |
| 2017 | "Just Dance"                    |               |                              | Theme song of 4th Xuan Wu Festival | [ 30 ] |
| 2018 | "The Shadow of the Shark"       |               | The Meg OST                  | com Cheng Xiao                     | [ 31 ] |
| 2018 | "Heart Affairs of the Youth"    | 少年心事      | Crystal Sky of Yesterday OST |                                    | [ 32 ] |
| 2019 | "Fire"                          |               |                              |                                    | [ 33 ] |
| 2019 | "Lucky"                         |               |                              |                                    | [ 34 ] |
| 2019 | "The Coolest Adventure"         | 最燃的冒险    | Gank Your Heart OST          |                                    | [ 35 ] |
| 2019 | "Saying Sword"                  | 说剑          | Moonlight Blade OST          |                                    | [ 36 ] |
| 2019 | "Unrestrained"                  | 无羁          | The Untamed OST              | with Xiao Zhan                     | [ 15 ] |
| 2019 | "Unrestrained"                  | 无羁          | The Untamed OST              | Versão solo                        | [ 15 ] |
| 2019 | "Won't Forget"                  | 不忘          | The Untamed OST              |                                    | [ 37 ] |
| 2019 | "No sense"                      | 无感          |                              |                                    |        |
| 2020 | "The Rules of my World"         | 我的世界守则  |                              |                                    |        |
| 2021 | "Twent"                         | 廿            |                              |                                    |        |
| 2022 | "Like the Sunshine"             | 像阳光那样    |                              |                                    |        |
| 2023 | "Bystander" 旁观者              |               | EP Bystander                 |                                    |        |
| 2023 | "Everything Is Lovely" 万物可爱 |               | EP Bystander                 |                                    |        |

## Filmografia

### Filme
| Ano  | Título em Inglês               | Título Chinês | Papel       | Notas          | Ref.   |
| ---- | ------------------------------ | ------------- | ----------- | -------------- | ------ |
| 2016 | MBA Partners                   | 梦想合伙人    | Zhao Shuyu  |                | [ 4 ]  |
| 2016 | A Chinese Odyssey Part Three   | 大话西游3     | Red Boy     |                | [ 5 ]  |
| 2018 | Live For Real                  | 热舞吧！青春  | Lin Jin     | Curta-metragem | [ 38 ] |
| 2018 | Crystal Sky of Yesterday       | 少年心事      | Qi Jingxuan | Dublado        | [ 39 ] |
| TBA  | Unexpected Love                | 闭嘴!爱吧     | Chang Lin   |                | [ 40 ] |
| 2023 | Anonymous/ Wuming/Hidden Blade | 无名          | Ye Mi       |                |        |
| 2023 | Born to Fly                    | 长空之王      | Lei Yu      |                |        |
| 2023 | One and Only                   | 热烈          | Chen Shuo   |                |        |
| 2024 | Formed Police Unit             |               | Yang Zhen   |                |        |

### Séries de Televisão
| Ano  | Título em Inglês       | Título Chinês  | Papel         | Network      | Notas                 | Ref.   |
| ---- | ---------------------- | -------------- | ------------- | ------------ | --------------------- | ------ |
| 2017 | Love Actually          | 人间至味是清欢 | Zhai Zhiwei   | Hunan TV     |                       | [ 6 ]  |
| 2017 | When We Were Young     | 青春最好时     | Lin Jiayi     | Tencent      | Participação Especial | [ 9 ]  |
| 2019 | Gank Your Heart        | 陪你到世界之巅 | Ji Xiangkong  | Mango TV     |                       | [ 13 ] |
| 2019 | The Untamed            | 陈情令         | Lan Wangji    | Tencent      |                       | [ 14 ] |
| TBA  | Private Shushan Gakuen | 私立蜀山学园   | Teng Jing     |              |                       | [ 8 ]  |
|      | Super Talent           | 超凡天赋       | Wei Yichen    |              |                       | [ 10 ] |
| 2020 | Legend of Fei          | 有翡           | Xie Yun       | Hunan TV     |                       | [ 26 ] |
| 2021 | Luoyang                | 风起洛阳       | Baili Erliang |              |                       |        |
| 2022 | Being a Hero           | 冰雨火         | Chen Yu       |              |                       |        |
| 2024 | War of Faith           | 长风破浪       | Wei Ruolai    | CCTV - YQIYI |                       |        |

### Shows de televisão
| Ano           | Título em Inglês     | Título Chinês       | Papel            | Network  | Ref.   |
| ------------- | -------------------- | ------------------- | ---------------- | -------- | ------ |
| 2016–presente | Day Day Up           | 天天向上            | Apresentador     | Hunan TV | [ 7 ]  |
| 2018          | Produce 101          | 创造101             | Mentor de dança  | Tencent  | [ 11 ] |
| 2019          | One More Try         | 极限青春            | Parte do Elenco  | Tencent  | [ 41 ] |
| 2020          | Street Dance China 3 | 这！就是街舞 第三季 | Capitão          |          |        |
| 2021          | Street Dance China 4 | 这！就是街舞 第四季 | Capitão          |          |        |
| 2022          | Street Dance China 5 | 这！就是街舞 第五季 | Capitão / Jurado |          |        |

## Prêmios e indicações
| Ano  | Premiação                                                                         | Categoria                           | Trabalho Indicado                       | Resultado | Ref.   |
| ---- | --------------------------------------------------------------------------------- | ----------------------------------- | --------------------------------------- | --------- | ------ |
| 2017 | Top Chinese Music Awards                                                          | Best New Idol                       | —                                       | Venceu    | [ 42 ] |
| 2017 | Asian Influence Awards Ceremony                                                   | Best New Actor                      | —                                       | Venceu    | [ 43 ] |
| 2017 | 2017 Weibo TV Online Video Awards Ceremony                                        | New Artist of the Year              | —                                       | Venceu    | [ 44 ] |
| 2017 | ifeng Fashion Choice                                                              | Most Popular New Actor              | —                                       | Venceu    | [ 45 ] |
| 2017 | Sina Best Taste                                                                   | New Artiste of the Year             | —                                       | Venceu    | [ 46 ] |
| 2018 | QQ Interest Blog Appreciation Night                                               | Male Artiste of the Year            | —                                       | Venceu    | [ 47 ] |
| 2019 | Golden Tower Award                                                                | Most Popular Actor                  | The Untamed, Gank Your Heart            | Indicado  | [ 48 ] |
| 2019 | Golden Bud - The Fourth Network Film And Television Festival                      | Best Actor                          | The Untamed, Gank Your Heart            | Indicado  | [ 49 ] |
| 2019 | 6th Hengdian Film and TV Festival of China                                        | Tourism Ambassador                  | —                                       | Venceu    | [ 50 ] |
| 2019 | Tencent Music Entertainment Awards                                                | Song of the Year (com Xiao Zhan)    | "Unrestrained"                          | Venceu    | [ 51 ] |
| 2019 | Tencent Music Entertainment Awards                                                | Model Reading Public Welfare Artist | —                                       | Venceu    | [ 52 ] |
| 2019 | GQ 2019 Men of the Year                                                           | Breakthrough Actor of the Year      | The Untamed                             | Venceu    | [ 53 ] |
| 2019 | 26th Huading Awards                                                               | Best Newcomer                       | The Untamed                             | Indicado  | [ 54 ] |
| 2019 | 2nd Cultural and Entertainment Industry Congress                                  | Breakthrough Actor (Drama)          | The Untamed                             | Indicado  | [ 55 ] |
| 2019 | 2nd Cultural and Entertainment Industry Congress                                  | Best Couple (com Xiao Zhan)         | The Untamed                             | Indicado  | [ 55 ] |
| 2019 | Sina The Most Beautiful Performance                                               | Outstanding Actor of the Year       | The Untamed                             | Indicado  | [ 56 ] |
| 2019 | China Golden Rooster and Hundred Flowers Film Festival (1st Network Drama Awards) | Most Popular Actor                  | The Untamed                             | Venceu    | [ 57 ] |
| 2020 | Golden Eagle Awards                                                               | Ator escolhido pelo público         | Gank Your Heart                         | Venceu    |        |
| 2022 | Weibo Movie Night                                                                 | Estrela de cinema do ano            |                                         | Venceu    |        |
| 2023 | China Movie Channel                                                               | Ator de cinema escolhido pela mídia | Hidden Blade e Born to Fly              | Venceu    |        |
| 2023 | Weibo Movie Night                                                                 | Ator focado do ano                  | Hidden Blade, Born to Fly, One and Only | Venceu    |        |
| 2023 | Golden Roosters Awards                                                            | Ator coadjuvante                    | Hidden Blade                            | Indicado  |        |
| 2023 | IQIYI Scream Night                                                                | Ator do Ano - Cinema                | Hidden Blade, Born to Fly, One and Only | Venceu    |        |
| 2023 | Golden Deer Awards                                                                | Melhor ator                         | Hidden Blade                            | Indicado  |        |
| 2023 | Golden Phoenix Awards                                                             | Ator excelente                      | One and Only                            | Venceu    |        |
| 2023 | Golden Lotus Awards                                                               | Ator revelação                      | Onde and Only                           | Indicado  |        |
| 2024 | 17º Asian Film Awards                                                             | Melhor novo ator                    | Hidden Blade                            | Indicado  |        |

### Outros reconhecimentos
| Ano  | Premiação                               | Resultado | Ref.   |
| ---- | --------------------------------------- | --------- | ------ |
| 2019 | Forbes China Celebrity 100              | 71º       | [ 19 ] |
| 2019 | Forbes China 30 Under 30 Asia 2019 List | Venceu    | [ 20 ] |
| 2019 | Thailand Headlines Person Of The Year   | Venceu    | [ 58 ] |